# ۷ محرم
۷ محرم، هفتمین روز از ماه محرم در تقویم هجری قمری است.
در تقویم هجری قمری قراردادی این روز هفتمین روز سال است.

## وقایع
- ۶۱ قمری - بستن آب بر روی کاروان حسین بن علی در واقعه کربلا به دستور عبیدالله بن زیاد.

- درگذشت شیخ «جعفر بن حاج محمد نزاری نقدی» (۱۳۷۰ ق)

## زادگان
- آیت اللّه العظمی «سید محمدهادی میلانی» مرجع شیعه (۱۳۱۳ ق)
- «نجم الدین ابوالفتح یوسف شیبانی» جغرافی‌دان مسلمان (۶۰۱ ق)